# Robert Péguy
Marcel Robert Péguy (Parigi, 14 dicembre 1883 – Parigi, 21 luglio 1968) è stato uno sceneggiatore e regista francese.

## Filmografia parziale

### Regista
- 1910: Jim Crow
- 1912: La Fille du pêcheur
- 1920: Nine ou la jeune fille au masque
- 1920: Être aimé pour soi même
- 1921: L'Aviateur masqué
- 1922: Le Crime de Monique
- 1923: Le Vol
- 1924: Paul et Virginie
- 1924: Kithnou
- 1925: 600 000 francs par mois
- 1927: Paris-New York-Paris
- 1927: Muche
- 1929: Embrassez-moi
- 1929: Les Mufles
- 1931: La Maison jaune de Rio (in collaborazione con Karl Grune)
- 1931: Son Altesse l'amour
- 1932: Clochard
- 1932: La Claque
- 1933: Au pays du soleil
- 1934: L'Affaire Sternberg
- 1935: Monsieur Prosper
- 1936: La Mystérieuse Lady
- 1936: Les Croquignolle
- 1936: Jacques et Jacotte
- 1937: Ma petite marquise
- 1938: Monsieur Breloque a disparu
- 1939: Grand-père
- 1941: Notre-Dame de la Mouise
- 1942: Dernière Aventure
- 1943: Coup de feu dans la nuit
- 1943: Les Ailes blanches
- 1946: Master Love
- 1949: Vive la grève (cortometraggio)

### Sceneggiatore
- 1927: Croquette, une histoire de cirque
- 1927: Muche
- 1929: Embrassez-moi
- 1939: Grand-père
- 1941: Notre-Dame de la Mouise
- 1943: Les Ailes blanches

### Attore
- 1909: Cyrano de Bergerac[1]